# 张焕文 (1941年)
张焕文（1941年5月—2024年2月7日），男，汉族，河北昌黎人，中华人民共和国政治人物，曾任辽宁省高级人民法院院长，辽宁省人大常委会副主任，第七、八届全国人大代表。
2024年2月7日，在沈阳因病逝世。